# Mathys Tel
Mathys Tel (ur. 27 kwietnia 2005 w Sarcelles) – francuski piłkarz, występujący na pozycji napastnika w angielskim klubie Tottenham Hotspur, do którego jest wypożyczony z niemieckiego Bayern Monachium. Młodzieżowy reprezentant Francji.

## Kariera klubowa
Mathys Tel dołączył do Stade Rennais w 2020. Zadebiutował 15 sierpnia 2021 w zremisowanym 1:1 ligowym meczu z Stade Brestois 29. Jego debiut w wieku 16 lat i 110 dni uczynił go najmłodszym zawodnikiem, który pojawił się w oficjalnym meczu dla Rennes, rekord, który wcześniej należał do Eduardo Camavingi. 26 lipca 2022 przeszedł do Bayernu Monachium za 28,5 mln euro, podpisując 5-letni kontrakt.  

## Statystyki klubowe
(aktualne na 26 lutego 2023)
| Klub               | Sezon              | Liga                   | Liga  | Liga   | Puchar kraju | Puchar kraju | Europa | Europa | Inne  | Inne   | Suma  | Suma   |
| Klub               | Sezon              | Liga                   | Mecze | Bramki | Mecze        | Bramki       | Mecze  | Bramki | Mecze | Bramki | Mecze | Bramki |
| ------------------ | ------------------ | ---------------------- | ----- | ------ | ------------ | ------------ | ------ | ------ | ----- | ------ | ----- | ------ |
| Stade Rennais II   | 2021/2022          | Championnat National 3 | 5     | 5      | —            | —            | —      | —      | —     | —      | 5     | 5      |
| Stade Rennais      | 2021/2022          | Ligue 1                | 7     | 0      | 1            | 0            | 2      | 0      | —     | —      | 10    | 0      |
| Bayern Monachium   | 2022/2023          | Bundesliga             | 14    | 4      | 1            | 1            | 4      | 0      | 0     | 0      | 22    | 5      |
| Łącznie w karierze | Łącznie w karierze | Łącznie w karierze     | 26    | 9      | 2            | 1            | 6      | 0      | 0     | 0      | 34    | 10     |